# George F. Babbitt
George F. Babbitt, en litterär figur i romanen Babbitt från 1922 av Sinclair Lewis. Han har blivit urtypen för den amerikanska framgångsrika, men inskränkta, affärsmannen.